# Плешките, Эугения Юозовна
Эуге́ния Плешки́те (лит. Eugenija Pleškytė; 6 января 1938, Гилиогирис — 3 ноября 2012, Клайпеда) — советская и литовская актриса театра и кино, народная артистка Литовской ССР (1987).

## Биография
Родилась в деревне Гилиогирис Ретавской волости в Литве. Окончила актёрский факультет Государственной консерватории Литовской ССР.
В 1961—1963 — актриса театра драмы в Каунасе.
В 1963—1965 — актриса академического театра драмы Литовской ССР.
В 1965—1992 — актриса Государственного театра молодёжи Литвы.
В кино с 1961 года.
Жила в Сан-Франциско (США) и Вильнюсе (Литва).
Брат — Йонас Плешкис, командир МБСС-136150 (морская баржа сухогрузная самоходная, пр. 431 ПУ), в 1961 году угнавший судно в Швецию (само судно было возвращено в СССР).

Был роман с Борисом Моисеевым.
Четыре раза была замужем. Второй муж - литовский режиссер Витаутас Чибирас (Vytautas Čibiras). В этом браке в 1968 году родился единственный сын актрисы - Мартинас Чибирас (Martynas Čibiras), он бизнесмен, занимается продажей рапса и зерна.

## Фильмография
- 1961 — Канонада — учительница Довиле
- 1966 — Лестница в небо — Ингрида
- 1967 — Игры взрослых людей (киноальманах) — Регина
- 1967 — Найди меня — Агне
- 1970 — Был месяц май — Герта
- 1971 — Камень на камень — Вдовушка
- 1971 — Раны земли нашей — Гедрайтене
- 1972 — Геркус Мантас — Котрина
- 1973 — Весёлые истории (фильм, 1973) — учительница
- 1974 — Садуто туто — Мария
- 1974 — Чисто английское убийство — миссис Карстерс
- 1975 — День возмездия — Юстина
- 1976 — Долгое путешествие к морю — жена Йонаса
- 1976 — Огненный мост — Гильда Хорн
- 1977 — За пять секунд до катастрофы — Марта
- 1977 — Подарки по телефону — Тамара Шимановская
- 1978 — Цветение несеяной ржи — Эляна
- 1979 — Малые грехи наши — Альбина Улбайте
- 1979 — Чёртово семя — Морта
- 1980 — Факт — Каролина
- 1980 — Американская трагедия — жена Эйсы
- 1981 — Женщина в белом — миссис Катерик
- 1982 — Английский вальс — миссис Хоуп
- 1982 — Самая длинная соломинка — Юшкене
- 1984 — Без семьи — матушка Барберен
- 1985 — Волны умирают на берегу — Эмма
- 1985 — Ночные шёпоты
- 1986 — Беньяминас Кордушас — пани Ядвига
- 1986 — Все против одного — Беатрис Корнель
- 1989 — Романтик — Зинаида Павловна
- 1991 — Смерть за кулисами — Грета Креппель
- 1991 — Крест милосердия — Прозорова

## Награды
- Лауреат Государственной премии Литовской ССР (1973, за роль Котрины в фильме «Геркус Мантас»).
- Заслуженная артистка Литовской ССР (1978)
- Народная артистка Литовской ССР (1987)
- Премия «Золотой журавль / Auksinę gervę», 2009, Литва